# مسیاری
مسیاری (به انگلیسی: Mussiari) یک منطقهٔ مسکونی در پاکستان است که در ناحیه راولپندی واقع شده‌است. مسیاری ۱۶٬۰۰۰ نفر جمعیت دارد.